# Princess Daisy
Princess Daisy is de huidige prinses van het fictieve Sarasaland. Ze is gekleed in het geel/oranje en heeft mahonie bruin haar. Ze speelt vaak mee in de Mario Party-spellen en maakte haar debuut in 1989 in Super Mario Land, waarin ze ontvoerd werd door de kwaadaardige Tatanga. Daisy is een tomboy in vergelijking met haar evenknie Princess Peach. Na haar verschijning in Mario Golf zagen velen haar als Luigi's antwoord op Mario's Peach.

## Games met Daisy als bespeelbaar personage
- Mario Tennis
- Mario Tennis Aces
- Mario Party 3
- Mario Party 4
- Mario Kart: Double Dash!!
- Mario Party 5
- Mario Golf: Toadstool Tour
- Mario Power Tennis
- Mario Party 6
- Mario Superstar Baseball
- Mario Smash Football
- Mario Strikers Charged Football
- Mario Kart DS
- Mario Party 7
- Mario Slam Basketball
- Mario Party 8
- Mario Party DS
- Mario Kart Wii
- Mario Super Sluggers
- Mario & Sonic op de Olympische Spelen
- Mario & Sonic op de Olympische Winterspelen
- Mario Kart 7
- Super Mario Run
- Fortune Street
- Mario & Sonic op de Olympische Spelen: Londen 2012
- Mario Party 9
- Mario Tennis Open
- Mario Party: Island Tour
- Mario Kart 8
- Mario Kart 8 Deluxe
- Super Mario Party
- Super Smash Bros Ultimate
- Mario & Sonic op de Olympische Spelen: Tokio 2020
- Mario Golf: Super Rush